# Histoire de La Nouvelle-Orléans

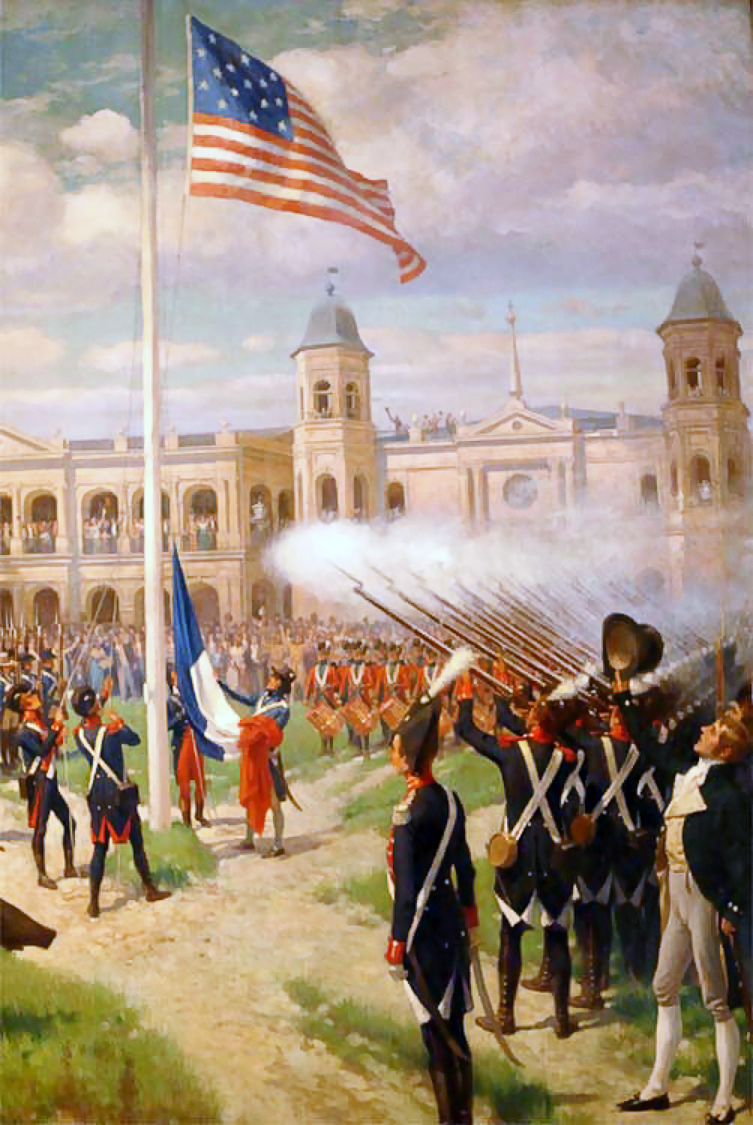
Lever des couleurs américaines sur la Louisiane. Tableau représentant la première levée du drapeau américain avec l'achat de la Louisiane, sur la place principale (aujourd'hui Jackson Square), à La Nouvelle-Orléans. La cérémonie eut lieu le 20 décembre 1803. Peinture de Thure de Thulstrup commandée pour célébrer le centenaire de l'événement. La peinture a été louée pour la recherche et l'exactitude historique qui sont entrées dans la représentation de l'époque. La peinture est exposée au Musée du Cabildo.

L'histoire de La Nouvelle-Orléans, en Louisiane, est une synthèse des éléments majeurs de l'activité et développement de la ville depuis sa fondation par les Français en 1718 jusqu'à sa période de contrôle espagnol, puis revient brièvement à la domination française avant d'être acquise par les États-Unis lors de l'achat de la Louisiane en 1803. Pendant la guerre de 1812, la dernière grande bataille fut la bataille de La Nouvelle-Orléans en 1815, qui se solda par une victoire américaine. Tout au long du XIXe siècle, La Nouvelle-Orléans était le plus grand port du sud des États-Unis, exportant la majeure partie de la production de coton et d'autres produits du pays vers l'Europe occidentale et la Nouvelle-Angleterre. Étant la plus grande ville du Sud au début de la guerre civile (1861-1865), elle a été l'une des premières cibles à capturer par les forces de l'Union. Avec son patrimoine culturel et architectural riche et unique, La Nouvelle-Orléans reste une destination majeure pour la musique live, le tourisme, les conventions, les événements sportifs et les célébrations annuelles du Mardi Gras. Après les importantes destructions et pertes de vie résultant de l'ouragan Katrina en 2005, la ville rebondit et se reconstruit dans les années suivantes.

## Époque coloniale

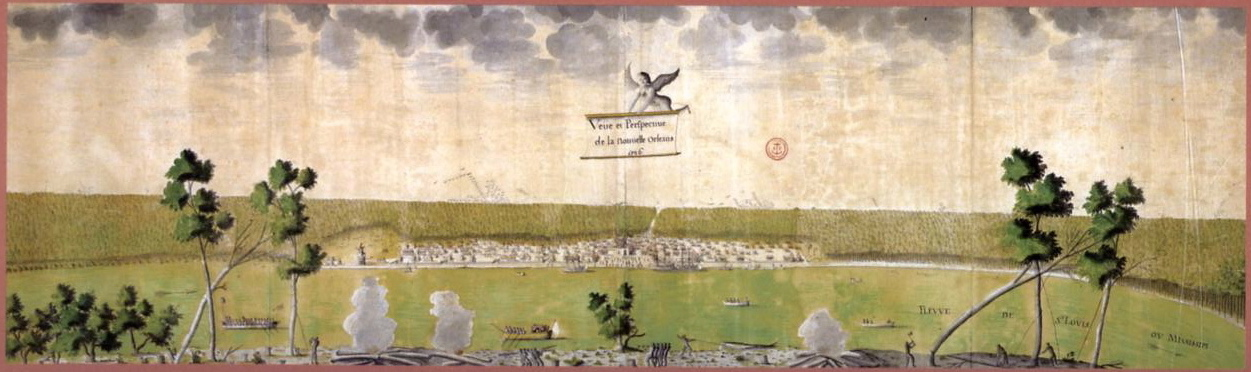
1726 vue de la jeune ville de La Nouvelle-Orléans de l'autre côté du fleuve Mississippi.

### Interrègne espagnol
En 1763, après la victoire de la Grande-Bretagne dans la guerre de Sept Ans, la colonie française à l'ouest du fleuve Mississippi, plus La Nouvelle-Orléans, fut cédée à l'Empire espagnol en vertu d'une disposition secrète du traité de Fontainebleau de 1762, confirmé l'année suivante dans le traité de Paris. C'était pour compenser l'Espagne pour la perte de la Floride au profit des Britanniques, qui ont également pris le reste de l'ancien territoire français à l'est du fleuve.
Aucun gouverneur espagnol n'est venu prendre le contrôle jusqu'en 1766. Les colons français et allemands, espérant restaurer La Nouvelle-Orléans sous contrôle français, ont forcé le gouverneur espagnol à fuir en Espagne lors de la rébellion sans effusion de sang de 1768. Un an plus tard, les Espagnols ont repris le contrôle, exécutant cinq meneurs et envoyant cinq comploteurs dans une prison à Cuba, et instituant officiellement la loi espagnole. D'autres membres de la rébellion ont été pardonnés tant qu'ils ont promis fidélité à l'Espagne. Bien qu'un gouverneur espagnol se trouvait à La Nouvelle-Orléans, elle était sous la juridiction de la garnison espagnole à Cuba.

### Rétrocession à la France et achat de la Louisiane
En 1800, l'Espagne et la France signèrent le traité secret de San Ildefonso stipulant que l'Espagne rendait la Louisiane à la France, bien qu'elle devait rester sous contrôle espagnol tant que la France souhaitait différer le transfert du pouvoir. Il y avait un autre traité pertinent en 1801, le traité d'Aranjuez, et plus tard un projet de loi royal émis par le roi Charles IV d'Espagne en 1802 ; ceux-ci confirmèrent et finalisèrent la rétrocession de la Louisiane espagnole à la France.
En avril 1803, Napoléon vendit la Louisiane (qui comprenait alors des portions de plus d'une douzaine d'États actuels) aux États-Unis dans le cadre de l'achat de la Louisiane. Un préfet français, Pierre Clément de Laussat, qui n'était arrivé à La Nouvelle-Orléans que le 23 mars 1803, prit officiellement le contrôle de la Louisiane pour la France le 30 novembre, pour la remettre aux États-Unis le 20 décembre 1803. Entre-temps, il créa le premier conseil municipal de La Nouvelle-Orléans, abolissant le cabildo espagnol.

## XIXesiècle
En 1805, un recensement a montré une population hétérogène de 8 500 personnes, comprenant 3 551 blancs, 1 556 noirs libres et 3 105 esclaves. Les observateurs de l'époque et les historiens pensent depuis qu'il y avait un sous-dénombrement et que la véritable population était d'environ 10 000 habitants.

### Début duXIXesiècle: un centre commercial en plein essor

#### Guerre de 1812
Pendant la guerre de 1812, les Britanniques ont envoyé une force importante pour conquérir la ville, mais ils ont été vaincus au début de 1815 par les forces combinées d'Andrew Jackson à quelques kilomètres en aval de la ville à la plantation de Chalmette, lors de la bataille de La Nouvelle-Orléans. Le gouvernement américain a réussi à obtenir des informations précoces sur l'entreprise et s'est préparé à y faire face avec des forces (régulières, de milice et navales) sous le commandement du major-général André Jackson. Des flibustiers dirigés par Jean Lafitte sont également recrutés pour la bataille.
L'avance britannique se fait par le lac Borgne et les troupes débarquent dans un village de pêcheurs le 23 décembre 1814, le major-général Sir Edward Pakenham en prenant le commandement deux jours plus tard (Noël). Une avance immédiate sur les défenses encore insuffisamment préparées des Américains aurait pu conduire à la prise de la ville ; mais cela n'a pas été tenté, et les deux camps se sont limités à des escarmouches relativement petites et à une bataille navale en attendant des renforts. Enfin, au petit matin du 8 janvier 1815 (après la signature du traité de Gand mais avant que la nouvelle n'ait traversé l'Atlantique), une attaque directe fut lancée contre la ligne de défense désormais fortement retranchée à Chalmette, près de la Fleuve Mississippi. Il a échoué de manière désastreuse avec une perte de 2 000 soldats britanniques sur 9 000 engagés, parmi les morts étant Pakenham et le major-général Gibbs. L'expédition fut peu après abandonnée et les troupes embarquées, sous le commandement de John Lambert. Un autre engagement a suivi: une bataille d'artillerie de dix jours à Fort St. Philip sur le cours inférieur du Mississippi. La flotte britannique met les voiles le 18 janvier et s'empare de Fort Bowyer à l'entrée de Mobile Bay.
Le général Jackson était arrivé à La Nouvelle-Orléans au début de décembre 1814, après avoir marché par voie terrestre depuis Mobile dans le territoire du Mississippi. Son départ définitif ne fut qu'à la mi-mars 1815. La loi martiale est maintenue dans la ville pendant toute la période de trois mois et demi.

#### Antebellum La Nouvelle-Orléans

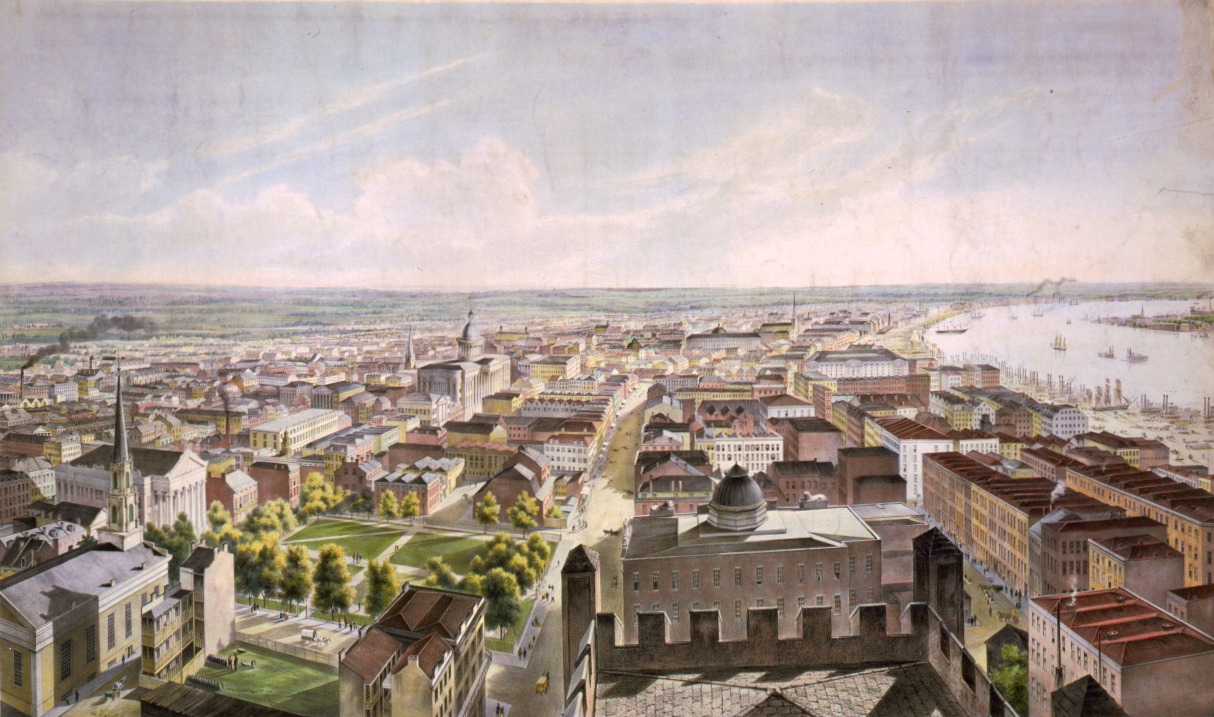
Lithographie de La Nouvelle-Orléans de 1852

##### La vente des esclaves

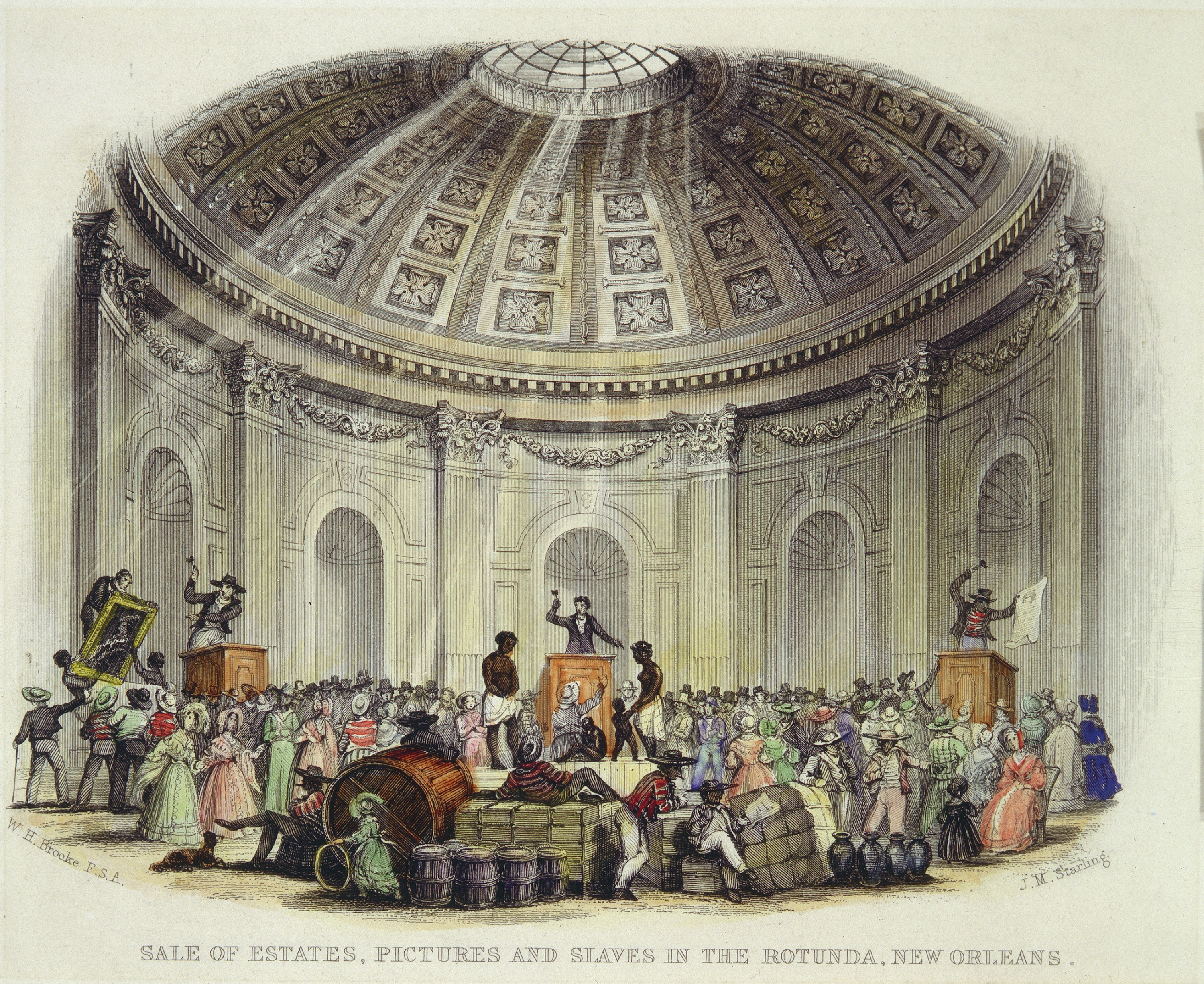
Vente de domaines, de tableaux et d'esclaves dans la Rotonde à La Nouvelle-Orléans, vers 1842.

La Nouvelle-Orléans était le plus grand centre de vente des esclaves du pays. Dans les années 1840, il y avait environ 50 entreprises de vente de personnes. Certains Blancs se rendaient aux ventes aux enchères d'esclaves pour se divertir. Surtout pour les voyageurs, les marchés rivalisaient avec l'Opéra français et le Théâtre d'Orléans. Le marché aux esclaves de l'hôtel Saint-Louis et la bourse de La Nouvelle-Orléans tenaient d'importants marchés. Il y avait une grande demande pour les « filles de fantaisie » : des filles jeunes, à la peau claire et beaux jouets sexuels destinés aux messieurs aisés.

### La guerre civile

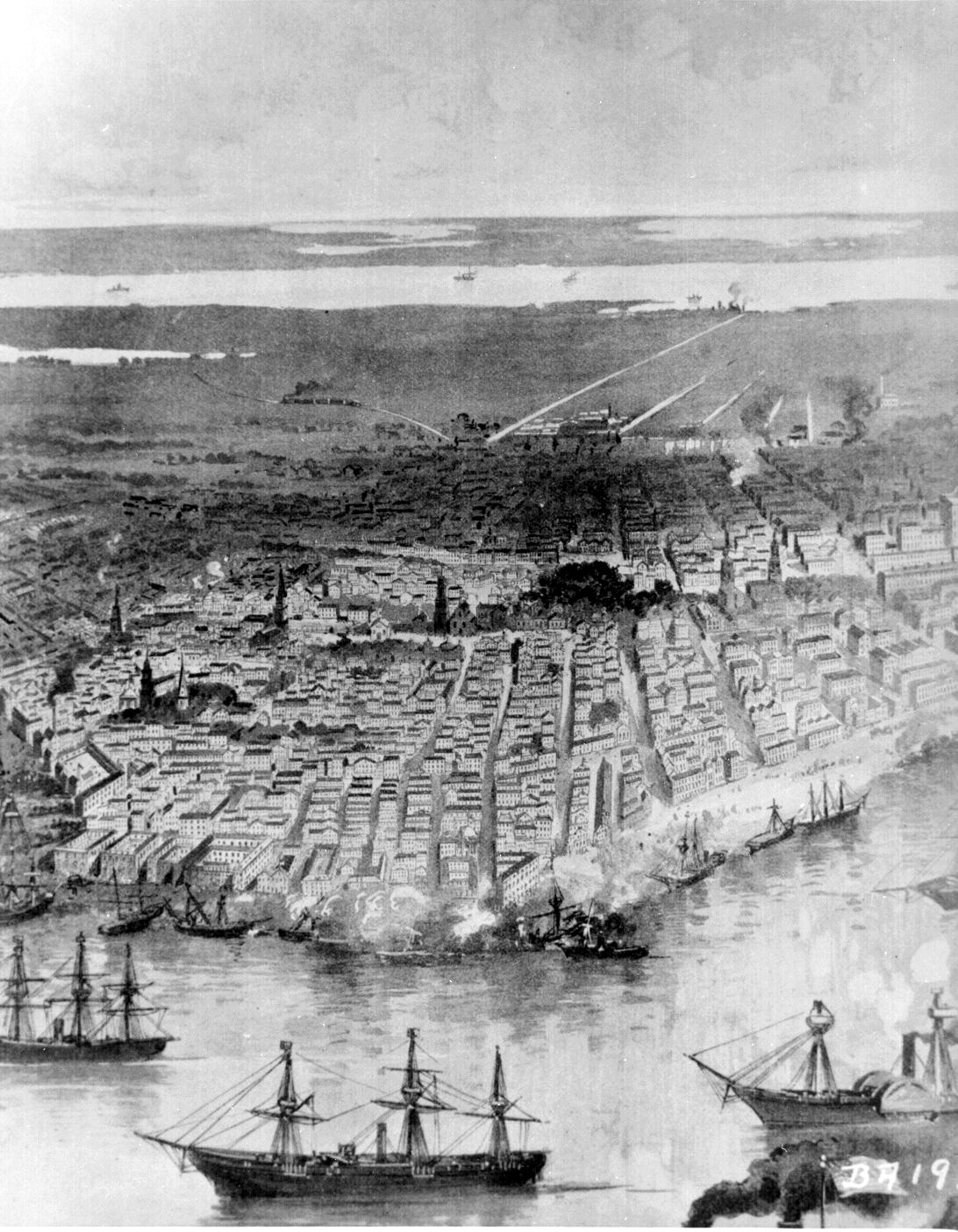
Vue panoramique de la flotte fédérale de La Nouvelle-Orléans à l'ancre dans la rivière, v. 1862.

## Épidémies
La population de La Nouvelle-Orléans et d'autres colonies du sud de la Louisiane a souffert d'épidémies de fièvre jaune, de paludisme, de choléra et de variole, à partir de la fin du XVIIIe siècle et périodiquement tout au long du XIXe siècle. Les médecins ne comprenaient pas comment les maladies se transmettaient ; l'assainissement primitif et l'absence d'un système d'eau public ont contribué aux problèmes de santé publique, tout comme la population très transitoire de marins et d'immigrants. La ville a réussi à réprimer une dernière épidémie de fièvre jaune en 1905. (Voir ci-dessous, XXe siècle.)

## XXesiècle

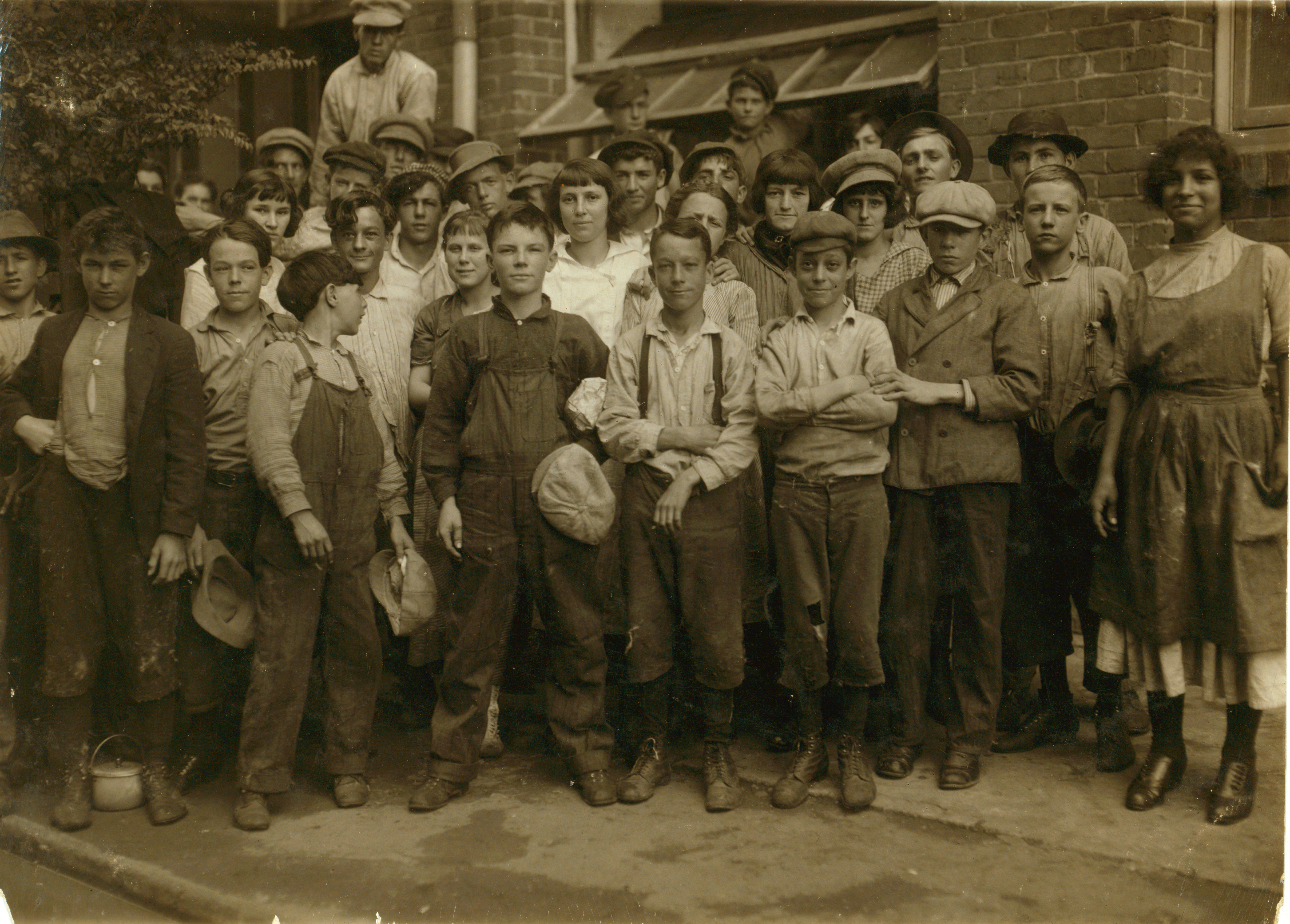
Travail des enfants à Lane Cotton Mill, 1913. Photo de Lewis Hine.

Une grande partie de la ville est située sous le niveau de la mer. D'autre part, elle est bordée par le fleuve Mississippi et le lac Pontchartrain. Enfin, la cité est confortée et entourée de digues. Jusqu’au début du XXe siècle, les constructions étaient largement limitées à la partie légèrement surélevée sur les digues naturelles et les bayous, car le reste de la région était constitué de marécages soumis à de fréquentes crues. Ce qui donna à la ville, au XIXe siècle, la forme d’un croissant. Dans les années 1910, l’ingénieur A. Baldwin Wood proposa un plan ambitieux de drainage avec des pompes de sa conception qui sont toujours utilisées aujourd'hui.
Dans les années 1920, dans un effort de modernisation de l’aspect de la ville, beaucoup de rambardes des balcons de la rue du Canal, la rue commerçante, furent retirées. Dans les années 1960, les streetcars furent remplacées par des autobus. Ces décisions furent ensuite considérées comme des erreurs et désormais la rue est revenue à son aspect initial, ce qui plaît aux touristes en quête de dépaysement.

## XXIesiècle
En mai 2002, l'homme d'affaires Ray Nagin est élu maire. Ancien dirigeant de la télévision par câble, Nagin n'était aligné sur aucun des blocs politiques traditionnels de la ville, et de nombreux électeurs ont été attirés par ses promesses de lutter contre la corruption et de gérer la ville sur une base plus commerciale. En 2014, Nagin est reconnu coupable d'avoir encaissé plus de 500 000 dollars de paiements d'hommes d'affaires en échange de millions de dollars de contrats municipaux. Il est condamné à une peine de dix ans de prison.
Le 14 avril 2003, une fusillade se produit au lycée John McDonogh.
Le 29 août 2005, environ 600 000 personnes sont temporairement évacuées du Grand La Nouvelle-Orléans lorsque les traces projetées de l'ouragan Katrina incluaient un possible coup majeur de la ville. Il a raté, bien que Katrina ait fait des ravages considérables sur la côte du golfe à l'est de la Louisiane.

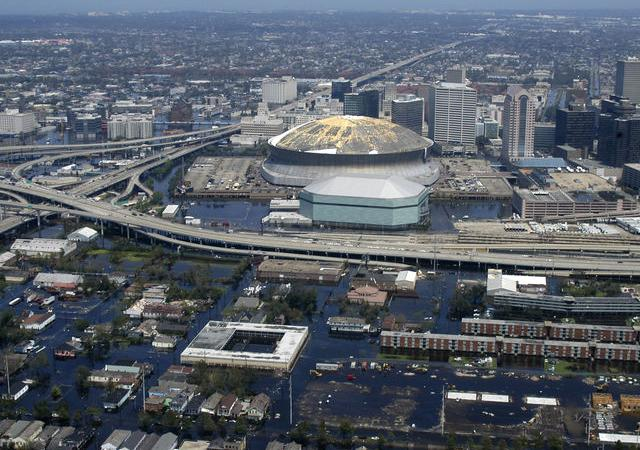
Une vue aérienne des zones inondées de Central City et du Central Business District, avec la New Orleans Arena et le Louisiana Superdome endommagé au centre.

La ville a souffert des effets d'un ouragan majeur le 29 août 2005 et après, alors que l'ouragan Katrina a touché terre sur la côte du golfe près de la ville. Au lendemain de la tempête, ce qui a été appelé « la plus grande catastrophe de génie civil de l'histoire des États-Unis » a inondé la majorité de la ville lorsque le système de digues et de murs anti-inondation protégeant La Nouvelle-Orléans a échoué.
Le 26 août, les pistes qui avaient précédemment indiqué que l'ouragan se dirigeait vers le Florida Panhandle se sont déplacées 150 milles (241,4016 km) vers l'ouest, initialement centré sur Gulfport / Biloxi, au Mississippi et plus tard déplacé plus à l'ouest vers la ligne d'État du Mississippi/Louisiane. La ville a pris conscience qu'un ouragan majeur était possible et a émis des évacuations volontaires le samedi 27 août. L'Interstate 10, à La Nouvelle-Orléans Est et les paroisses de Jefferson et de St. Charles est convertie en voie de sortie de la ville ainsi que, dans les environ, les Interstates 55 et 59, une manœuvre connue sous le nom de «contraflow» (contresens).
Le bilan final de l'ouragan Katrina est de 1 836 vies perdues, principalement en Louisiane (1 577). La moitié d'entre eux étant des personnes âgées.
Le 22 septembre, déjà dévasté par l'ouragan Katrina, le canal industriel de La Nouvelle-Orléans est de nouveau inondé par l'ouragan Rita alors que les digues récemment réparées à la hâte sont de nouveau percées. Les résidents de la paroisse de Cameron, de la paroisse de Calcasieu et de certaines parties de la paroisse de Jefferson Davis, de la paroisse d'Acadia, de la paroisse d'Iberia, de la paroisse de Beauregard et de la paroisse de Vermillion ont reçu l'ordre d'évacuer avant la tempête. La paroisse de Cameron est la plus durement touchée avec la démolition totale des villes de Creole, Cameron, Grand Chenier, Johnson Bayou et Holly Beach. Les enregistrements autour de la région de Hackberry montrent que les rafales de vent ont atteint plus de 180 mph à un bateau amarré à un quai. On a dit aux gens d'être évacués le jeudi 22 septembre 2005 à 18h00. Deux jours plus tard, les responsables de la paroisse sont retournés au pont de Gibbstown qui traverse le canal Intracoastal dans la paroisse de Lower Cameron. Personne n'était connu dans la paroisse à ce moment-là, le jeudi 22 septembre 2005.
En 2018, LaToya Cantrell prend ses fonctions de maire de La Nouvelle-Orléans, la première femme à le faire.
Le matin du 12 octobre 2019, une partie du bâtiment du Hard Rock Hotel au 1031 Canal Street s'effondre pendant sa construction.
Le 29 août 2021, l'ouragan Ida touche terre en Louisiane, passant par La Nouvelle-Orléans à l'occasion du 16e anniversaire de l'ouragan Katrina. Une panne de courant dans toute la ville et des dégâts importants ont été signalés. Le système de digues post-Katrina a défendu avec succès la ville, mais certaines banlieues sans digues ou où des digues étaient encore en construction ont été inondées.
Lors du Nouvel An 2025 la ville est frappée par un attentat à la voiture bélier, faisant 16 morts.